# روبرت ك. هاميلتون
روبرت ك. هاميلتون (بالإنجليزية: Robert K. Hamilton)‏ هو سياسي أمريكي، ولد في 3 سبتمبر 1905 في روزويل في الولايات المتحدة، وتوفي في 10 نوفمبر 1986. حزبياً، نشط في الحزب الديمقراطي. وقد انتخب List of speakers of the Pennsylvania House of Representatives ‏ وانتخب عضو مجلس نواب بنسيلفانيا.